# پادشاه پاسا
پادشاه پاسا (هانگول:파사왕)، (سلطنت؛ ۸۰ ~ ۱۱۲ میلادی) پنجمین پادشاه شیلا یکی از سه پادشاهی کره و پسر پادشاه یوری سومین پادشاه شیلا بود که پس از درگذشت پادشاه تالهه تاجگذاری کرد.

## حکومت
در سال ۸۷ میلادی، او نخستین قلعه های ثبت شده شیلا را در خارج از منطقه گیونگجو ساخت.
در سال ۹۴ میلادی، زمانی که کنفدراسیون گایا حمله کرد، پاسا ۱٫۰۰۰ سواره نظام را برای پاسخ فرستاد.  هنگامی که گایا دو سال بعد دوباره حمله کرد، او شخصاً یک نیروی ۵٫۰۰۰ نفری را به پیروزی دیگری هدایت کرد. پاسا متعاقباً توسط فرستاده گایا مماشات شد، اما برتری خود را نسبت به کنفدراسیون حفظ کرد.
در سال ۱۰۱، قلعه سلطنتی وول‌ سونگ برای اولین بار ساخته شد و تا زمان سقوط شیلا همچنان مورد استفاده قرار می گیرد. بخش هایی از این قلعه هنوز در مرکز گیونگجو حفظ شده است.
سال بعد، شیلا کنترل ایالت‌های مستقل قبلی شیلجیک گوک (سامچوک کنونی)، اومجیپبول (شمال گیونگجو کنونی) و آپدوک (گیونگسان کنونی) را به دست آورد.  شش سال بعد او ایالت های بیجی (هاپچون کنونی)، دابول (پوهانگ کنونی) و چوپال (چانگوون کنونی) را نیز به دست گرفت.
پادشاهی رقیب کره‌ای بکجه در سال ۸۵ میلادی حمله کرده بود، اما پاسا در سال ۱۰۵ میلادی با پادشاه گیرو صلح کرد.

## جانشین
او درسال ۱۱۲ میلادی از دنیا رفت و پسرش جیما جانشین او شد.

## خانواده
- پدر: پادشاه یوری
  - پدربزرگ: پادشاه نامهه
  - مادربزرگ: ملکه اونجه (بانو آریونگ)
- مادر: ملکه کیم، از قبیله کیم
  - پدربزرگ: شاهزاده سایو، از قبیله کیم
- همسر: 
  - ملکه ساسونگ، از قبیله کیم، دختر شاهزاده هورو (هورو گالمون وانگ)
    -  پسر: پادشاه جیما ششمین پادشاه شیلا